# Himmelstorm
Himmelstorm er en dansk dokumentarfilm fra 2000, der er skrevet og instrueret af Kassandra Wellendorf.

## Handling
En visuelt fabulerende dokumentarfilm om middelalderens verdensbillede med udgangspunkt i den tyske nonne Hildegard von Bingens enestående værker. Hildegard von Bingen (1098-1179) fik gennem hele sit liv visioner ved højlys dag. Visionerne var guddommelige og viste hende, hvordan det var menneskets ansvar at genskabe og opretholde balancen i universet. I Hildegaard von Bingens tekster blandes etik, religion og naturkundskab med sanselige registreringer af den fysiske verden. I filmen formidles dette helhedssyn i en flydende montage af skrift, animerede illustrationer og musik.